# Lorin Maazel
Pour les articles ayant des titres homophones, voir Mazel et Mazelle.
Lorin Varencove Maazel, né le 6 mars 1930 à Neuilly-sur-Seine (France) et mort le 13 juillet 2014 en Virginie (États-Unis) à l'âge de 84 ans, est un chef d'orchestre, violoniste et compositeur américain.
Après des débuts précoces d'enfant prodige aux États-Unis, il connaît une carrière de chef d'orchestre aussi bien en Europe que sur le sol américain, en tant que directeur musical de certains orchestres et opéras parmi les plus prestigieux du monde, notamment l'Orchestre de Cleveland, l'Orchestre national de France, l'Orchestre symphonique de la radiodiffusion bavaroise et l'Orchestre philharmonique de New York. Malgré un caractère autoritaire et les reproches quant à son obsession du détail au détriment de la forme et de l'expression, il reste admiré pour sa mémoire infaillible, et pour l'activité qu'il a menée sans relâche jusqu'à un âge avancé. Il laisse également un important legs discographique couvrant essentiellement le répertoire orchestral romantique et post-romantique, ainsi que l'opéra, de Mozart à Puccini.

## Biographie

### Jeunesse et formation
Né en France en 1930, à Neuilly-sur-Seine, dans une famille de musiciens américains, il est élevé par ses parents Lincoln Maazel (chanteur et comédien, par exemple dans le film de 1977 Martin) et Marion Shulman Maazel, à Los Angeles aux États-Unis, où ils retournent en 1930. Son grand-père Isaac Maazel, juif d'origine russe, est violoniste au Metropolitan Opera. Lorin reçoit ses premières leçons de violon à l'âge de cinq ans auprès de Karl Moldrem, et de direction orchestrale à l'âge de sept ans auprès de Vladimir Bakaleïnikov (en), ami de la famille et chef associé de l'Orchestre philharmonique de Los Angeles,.
Il fait ses débuts en public à l'âge de huit ans avec l'orchestre de l'université de l'Idaho, dirigeant la symphonie Inachevée de Franz Schubert, et dirige un grand nombre d'orchestres américains entre neuf et quinze ans, notamment l'Orchestre symphonique de la NBC en 1941, à l'invitation d'Arturo Toscanini, l'orchestre philharmonique de New York au Lewisohn Stadium (en) en 1942, et l'orchestre de Cleveland en 1943.
Il poursuit des études à l'Université de Pittsburgh où il entre en 1946, à 16 ans, et étudie les langues, les mathématiques et la philosophie, tout en jouant comme violon au sein de l'orchestre symphonique de Pittsburgh, dont il devient aussi chef assistant en 1949. Il fonde à la même époque le Fine Arts Quartet of Pittsburgh,. Il est également invité par Serge Koussevitzky pour se produire au festival de Tanglewood, en 1951 et de nouveau en 1952.
Il bénéficie d'une bourse Fulbright qui lui permet d'achever sa formation en Italie à partir de 1951, pour étudier la musique baroque. Résidant à Milan, il fait ses débuts de chef sur le sol européen à Catane, au théâtre Bellini où il remplace un chef souffrant, le 21 décembre 1952.

### Carrière de chef d'orchestre
Lorin Maazel acquiert bientôt une réputation grandissante. Le 27 octobre 1955, il fait ses débuts à La Scala de Milan, dans un concert symphonique où il accompagne le violoniste Leonid Kogan. En 1960, à trente ans, il est le premier chef américain et le plus jeune chef de l'histoire à être invité au festival de Bayreuth, pour diriger le Lohengrin de Wagner. La même année, il fait ses débuts à Londres avec le BBC Symphony Orchestra dans une exécution de la symphonie n° 2 de Mahler avec Maureen Forrester. L'année suivante, il est appelé à diriger le Boston Symphony Orchestra. En 1963, il est cette fois invité au festival de Salzbourg.
Il obtient son premier poste permanent à la Deutsche Oper de Berlin en 1965, où il prend la succession de Ferenc Fricsay, ainsi qu'à la tête de l'orchestre résident, le Radio-Symphonie-Orchester, avec lequel il crée l'opéra Ulisse de Luigi Dallapiccola. Il permet aussi à la Deutsche Oper de se produire au Kennedy Center de Washington, lors de sa dernière saison comme directeur musical, en 1975, pour une série de représentations de Lohengrin dans une mise en scène de Wieland Wagner.
Chef assistant (apprentice conductor) de Otto Klemperer au New Philharmonia Orchestra (1970-1972), Lorin Maazel obtient bientôt un poste prestigieux, à la tête de l'orchestre de Cleveland, où il succède à George Szell en 1972, après deux ans d'intérim de Pierre Boulez.
Très respecté et admiré, notamment pour sa profonde connaissance du répertoire romantique et des œuvres de Gustav Mahler, Jean Sibelius, Giacomo Puccini ou encore Richard Strauss, dirigeant toujours de mémoire, il est successivement le directeur musical de certains des plus grands orchestres du monde. Il est aussi l'un des chefs les plus souvent invités par l'Orchestre philharmonique de Vienne, qu'il dirige notamment dans onze concerts du nouvel an, entre 1980 et 2005 (dont neuf fois en dirigeant du violon).
Directeur musical du New York Philharmonic à la suite de Kurt Masur, entre 2002 et 2009, Lorin Maazel crée dès son entrée en fonction la pièce On the Transmigration of Souls, composée par John Adams en hommage aux victimes des attentats 11 septembre. L'œuvre et l'enregistrement dont elle fait l'objet reçoivent le prix Pulitzer de musique et trois Grammy Awards (meilleure composition contemporaine, meilleur enregistrement orchestral et meilleur album de musique classique). Lorin Maazel fait de nouveau l'actualité avec l'orchestre new-yorkais en dirigeant un concert à Pyongyang, en Corée du Nord, au cours d'une tournée asiatique, le 26 février 2008. L'événement est présenté comme un acte de diplomatie culturelle, mais est fortement critiqué sur le sol américain. Il quitte son poste au terme de la saison 2008-2009, et ne conserve que des postes permanents sur le sol européen, à l'Opéra de Valence et l'Orquestra de la Comunitat Valenciana, qu'il dirige depuis sa création en 2006, et à la tête de l'orchestre philharmonique de Munich de 2011 jusqu'à sa mort, en 2014.
Au cours de sa carrière, pendant 72 ans, il dirige plus de deux cents orchestres différents, au cours de 7 000 concerts et de représentations d'opéra, demeurant très actif jusqu'à la fin de sa vie avec plus d'une centaine de concerts par an. Il reçoit le Prix Sibelius en Finlande, est fait commandeur de l'Ordre du Mérite de la République fédérale d'Allemagne, et deux fois commandeur de la Légion d'honneur par le gouvernement français. Lorin Maazel a été honoré en septembre 2013 d'un buste à son effigie à l'Opéra de Vienne, aux côtés de Gustav Mahler et de Herbert von Karajan.

#### Critiques
Il connaît toutefois plusieurs conflits avec les musiciens sous sa direction, notamment à ses débuts au Royal Opera House en 1978, pour Luisa Miller, et à l'Opéra d'État de Vienne, où son contrat de quatre ans est rompu après seulement deux ans, en 1984. Son successeur à la tête de l'orchestre de Cleveland, Christoph von Dohnanyi, relaie également les critiques de ses musiciens, qui reprochent à Maazel son autoritarisme et son unique souci de battre la mesure au détriment du phrasé. Mais sa plus grande déception concerne la succession d'Herbert von Karajan à la tête de l'Orchestre philharmonique de Berlin, qu'il espérait, avant qu'elle n'aille dans une relative surprise à Claudio Abbado. Par suite, Lorin Maazel décide de ne plus se produire avec cet ensemble, qu'il dirigera néanmoins en 2000 lors d'un concert Wagner dont l'enregistrement est disponible dans les archives de la Philharmonie, et dont le programme est identique à celui d'un concert qu'il avait dirigé avec cet orchestre en 1987.
Ses interprétations sont également parfois critiquées, à partir des années 1980 surtout, pour un souci excessif du détail au détriment de la forme et de l'expressivité, reproches qui culminent notamment dans ses interprétations tardives de Mahler.

### Mort
Au printemps 2014, en raison de son état de fatigue, Lorin Maazel est contraint de quitter son poste de directeur musical de l'Orchestre philharmonique de Munich et annonce l'annulation de ses engagements pour la saison 2014-2015, afin de se reposer. Il faut attendre une année entière pour que l'orchestre en question trouve un successeur. Lorin Maazel meurt le 13 juillet 2014 des suites d'une pneumonie, pendant le festival de Castleton, fondé en 2009 par le chef et son épouse, dans l'ancienne ferme où ils résident, en Virginie. Il avait dirigé quelques jours auparavant, le 28 juin 2014, Madame Butterfly de Giacomo Puccini, pour l'ouverture du festival.

## Postes
Lorin Maazel a été directeur musical (ou poste équivalent) à la tête des orchestres suivants :
- 1965 – 1975 : Radio-Symphonie-Orchester Berlin et Deutsche Oper Berlin ;
- 1972 – 1982 : Orchestre de Cleveland ;
- 1977 – 1991 : Orchestre national de France ;
- 1982 – 1984 : Opéra d'État de Vienne ;
- 1984 – 1996 : Orchestre symphonique de Pittsburgh ;
- 1993 – 2002 : Orchestre symphonique de la Radiodiffusion bavaroise (Symphonieorchester des Bayerischen Rundfunks) ;
- 2002 – 2009 : Orchestre philharmonique de New York ;
- 2006 – 2014 : Orquestra de la Comunitat Valenciana ;
- 2011 – 2014 : Orchestre philharmonique de Munich.

## Enregistrements
Au cours de sa carrière, Lorin Maazel effectue plus de 300 enregistrements, consacrés notamment aux grands cycles symphoniques et œuvres orchestrales du répertoire, remportant de nombreuses récompenses, notamment dix Grands prix du disque.
Il enregistre également en tant que violoniste, notamment l'intégrale des cinq concertos de Mozart, avec l'English Chamber Orchestra placé sous sa direction.
Maazel dirige également la partition de trois adaptations cinématographiques : Don Giovanni de Mozart réalisé par Joseph Losey (1979), Carmen de Bizet réalisé par Francesco Rosi (1984), et Otello de Verdi réalisé par Franco Zeffirelli (1986).

### Discographie sélective
Les principaux enregistrements de Lorin Maazel primés ou recommandés par les critiques sont les suivants :
- John Adams, On the Transmigration of Souls, New York Philharmonic, 2002 (Nonesuch) (Grammy Award for Best Classical Album, Grammy Award for Best Orchestral Performance, 2004) ;
- Jean-Sébastien Bach, Concertos brandebourgeois, RSO Berlin, 1966 (Philips) ;
- Jean-Sébastien Bach, Suites pour orchestre, RSO Berlin, 1966 (Philips) ;
- Jean-Sébastien Bach, Messe en si mineur, RSO Berlin, 1966 (Philips) ;
- Jean-Sébastien Bach, Oratorio de Pâques, RSO Berlin, 1966 (Philips) ;
- Ludwig van Beethoven, Intégrale des symphonies, Orchestre de Cleveland, 1979 (CBS Masterworks) ;
- Hector Berlioz, Requiem, Kenneth Riegel, ténor, Orchestre de Cleveland & Chorus, dir. Lorin Maazel. CD Decca 1978 ;
- Georges Bizet, Carmen, Anna Moffo (soprano), Franco Corelli (ténor). Chor un Orchester der Deuischen Oper Berlin, 1970 (BMG RCA EURODISC) ;
- Georges Bizet, Carmen, Julia Migenes (soprano), Placido Domingo (ténor), Orchestre national de France, 1984 (Erato) (Grammy Award for Best Opera Recording, 1984) ;
- Anton Bruckner, Intégrale des symphonies et Symphonie en ré mineur, Orchestre symphonique de la Radiodiffusion bavaroise, 2010 (BR Klassik) ;
- César Franck, symphonie en ré mineur, Radio-Symphonie-Orchester Berlin, 1961 (Deutsche Grammophon)[10] ;
- George Gershwin, Porgy and Bess, Orchestre de Cleveland, 1975 (Grammy Award for Best Opera Recording, 1976) ;
- Georg Friedrich Haendel, Music for the Royal Fireworks et Water Music Suite, RSO Berlin, 1966 (Philips) ;
- Joseph Haydn, Symphonie no 103 et Symphonie no 92, RSO Berlin, 1969 (Concert Hall) ;
- Gustav Mahler, symphonie no 4, Kathleen Battle (soprano), Orchestre philharmonique de Vienne, 1984 (CBS/Sony)[11],[10] ;
- Wolfgang Amadeus Mozart, Don Giovanni, Ruggero Raimondi (baryton), Teresa Berganza (soprano), Orchestre national de France, 1979 (CBS Masterworks) ;
- Wolfgang Amadeus Mozart, Les Noces de Figaro, Dietrich Fischer-Dieskau (baryton), Hilde Gueden (soprano), Orchestre philharmonique de Vienne, 1963 (Festival de Salzbourg) ;
- Wolfgang Amadeus Mozart, Concerto pour violon no 3 et Concerto pour violon no 5, English Chamber Orchestra, 1975 (Klavier Records) ;
- Wolfgang Amadeus Mozart, Symphonie no 38 et Symphonie no 39, RSO Berlin, 1967 (Philips) ;
- Wolfgang Amadeus Mozart, Symphonie no 40 et Symphonie no 41, RSO Berlin, 1967 (Philips) ;
- Wolfgang Amadeus Mozart, Symphonie no 25 et Symphonie no 29, RSO Berlin, 1970 (Concert Hall) ;
- Serge Prokofiev, Roméo et Juliette, Orchestre de Cleveland, 1973 (Decca)[12] ;
- Serge Prokofiev, Sinfonia concertante ; Piotr Ilitch Tchaïkovski, Variations Rococo, Adagio pour violoncelle et orchestre op. 11, Yo-Yo Ma (violoncelle), Orchestre symphonique de Pittsburgh, 1991 (Sony) (Grammy Award for Best Classical Performance, Instrumental Soloist(s) With Orchestra) ;
- Giacomo Puccini, Le Villi, Renata Scotto (soprano), Plácido Domingo (ténor), Leo Nucci (baryton), Ambrosian Opera Chorus et National Philharmonic Orchestra, 1980 (CBS Masterworks) ;
- Giacomo Puccini, La rondine, Kiri Te Kanawa (soprano), Plácido Domingo (ténor), Leo Nucci (baryton), Ambrosian Opera Chorus et Orchestre symphonique de Londres, 1983 (CBS Masterworks) ;
- Giacomo Puccini, Turandot, Éva Marton (soprano), José Carreras (ténor), Katia Ricciarelli (soprano), Orchestre et Chœur de l'Opéra d'État de Vienne, 1984 (CBS Masterworks) ;
- Maurice Ravel, L'Enfant et les sortilèges, Françoise Ogéas (soprano), Chœur, maîtrise et orchestre de la RTF, 1961 (Deutsche Grammophon) (Gramophone Award, 1989) ;
- Maurice Ravel, Concerto en sol, Jean-Philippe Collard (piano), 1980 (EMI) (Gramophone Award, 1980) ;
- Franz Schubert, Intégrale des symphonies, Orchestre symphonique de la Radiodiffusion bavaroise, 2013 (BR Klassik) ;
- Jean Sibelius, Intégrale des symphonies, Orchestre philharmonique de Vienne, 1963-1968 (Decca)[10] ;
- Giuseppe Verdi, Otello, Plácido Domingo (ténor), Katia Ricciarelli (soprano), Justino Díaz (baryton), Orchestre et Chœur de La Scala, 1986 (EMI) ;
- Antonio Vivaldi, Les Quatre Saisons, avec des membres de l'Orchestre national de France, 1984 (CBS Masterworks) ;
- Alexander von Zemlinsky, Symphonie lyrique, Julia Varady (soprano), Dietrich Fischer-Dieskau (baryton), Orchestre philharmonique de Berlin, 1981 (Deutsche Grammophon)[13].

## Autres activités
En 2001, en compagnie du philanthrope Alberto Vilar, Lorin Maazel fonde un concours pour les jeunes chefs d'orchestre, le concours Maazel-Vilar, dont la première finale se déroule au Carnegie Hall de New York en septembre 2002. Il est également le président du jury du concours Malko de Copenhague, en 2012.
Il fonde la Châteauville Foundation, et crée à travers elle en 2009 un festival qu'il accueille dans sa ferme de Castleton, en Virginie, de même qu'une académie pour les jeunes musiciens.
Également compositeur, Lorin Maazel enregistre ses concertos pour violoncelle, flûte et violon en 1996, en compagnie de Mstislav Rostropovitch et James Galway. Il adapte aussi à la scène le roman de George Orwell, 1984, créé le 3 mai 2005 au Royal Opera House de Londres, sous sa propre direction et dans la mise en scène de Robert Lepage. La production est ensuite reprise à La Scala de Milan. Il est critiqué autant pour avoir « acheté » l'ensemble de la salle pour la première, que pour le résultat superficiel et simpliste de son adaptation, peu fidèle à l'original.
Lorin Maazel s'associe avec des organisations pour contribuer à lever des fonds, notamment l'Unesco, la Croix-Rouge et le World Wide Fund for Nature.

## Vie privée
Lorin Maazel se marie une première fois, en juin 1952, avec la pianiste américano-brésilienne Miriam Sandbank, dont il a deux filles, Anjali Maazel et Daria Maazel-Steketee. Après un divorce, il se remarie avec la pianiste Israela Margalit, dont il a une fille, Fiona Maazel romancière, et un fils, Ilann Maazel,.
Il épouse ensuite Dietlinde Turban Maazel, actrice allemande, qui fonde et dirige avec lui le festival de Castelton. Ils ont ensemble deux fils, Orson et Leslie, et une fille, Tara,.